# Монпарнас (станція)

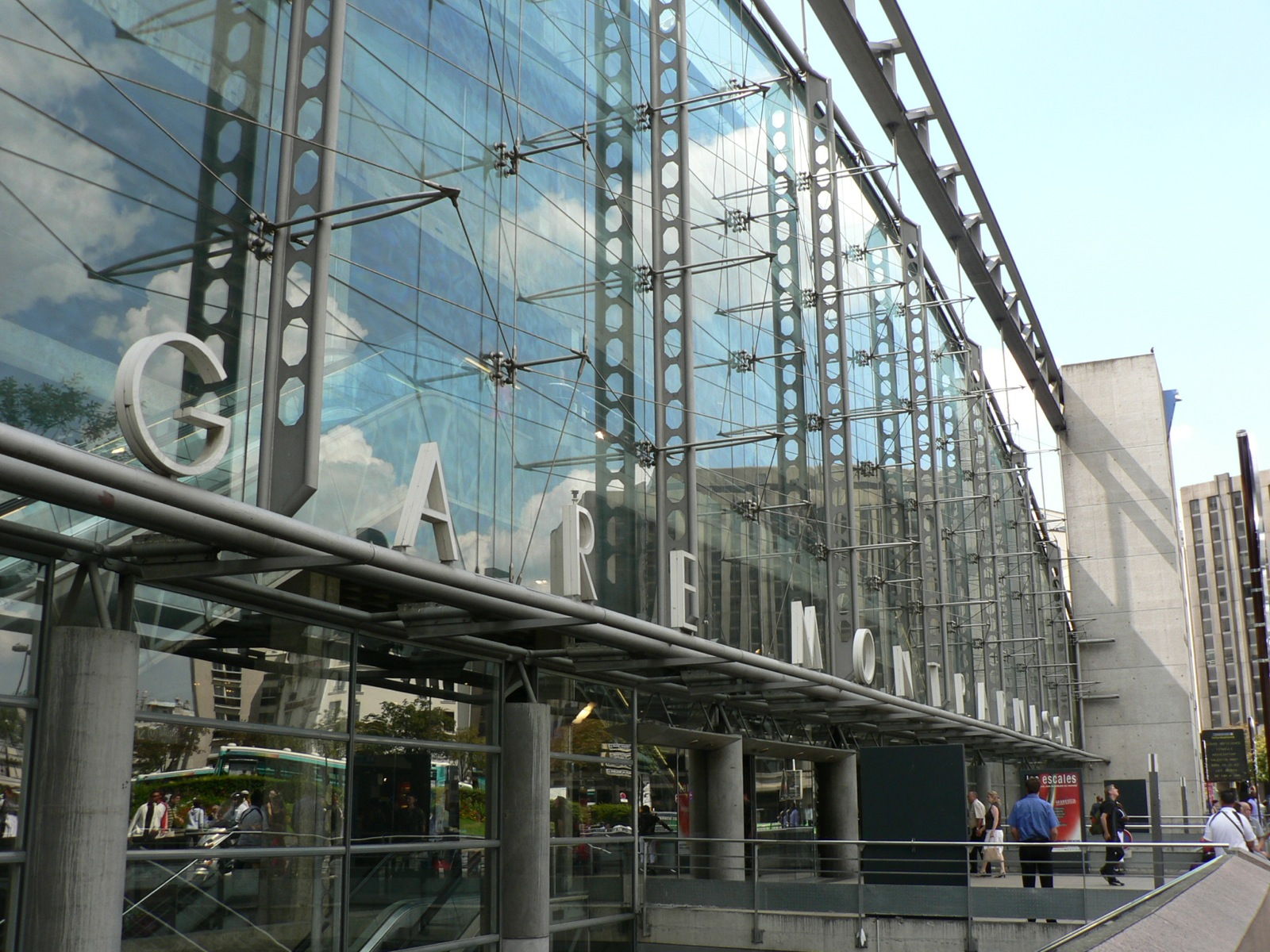
Вокзал Монпарнас

Вокзал Монпарнас (фр. Gare Montparnasse) — один з шести найбільших вокзалів у Парижі, розташований у районі Монпарнас, в 14-му окрузі.
Станція використовується для прийому і відправлення міжміських поїздів TGV на захід і південний захід Франції, в тому числі за напрямками на Тур, Бордо, Нант і Ренн. Крім того, вокзал обслуговує приміські та регіональні маршрути Transilien Paris — Montparnasse.
Поруч з вокзалом розташована станція метро, пов'язана з вокзалом високошвидкісними траволаторами.

## Аварія на вокзалі Монпарнас
22 жовтня 1895 року на вокзалі Монпарнас відбулася аварія. Експрес із Гранвіля, що прибував на вокзал, через несправність гальм не зміг зупинитися і на швидкості 40 км/год збив тупиковий упор, пробив 60-сантиметрову стіну вокзалу. Паровоз через пролом випав на вулицю, яка розташовувалася на 10 метрів нижче колій. Там паровоз нарешті зупинився, вткнувшись носовою частиною в бруківку.
Ця аварія спричинила на диво мало жертв: два пасажири потягу отримали поранення, також постраждала паровозна бригада і пожежники, але всі вони залишилися живі. Загинула лише продавчиня газет, яка стояла на вулиці, — вона була придушена проваленою стіною.
За мотивами цієї аварії в Бразилії був створений макет-пам'ятник.

## Галерея

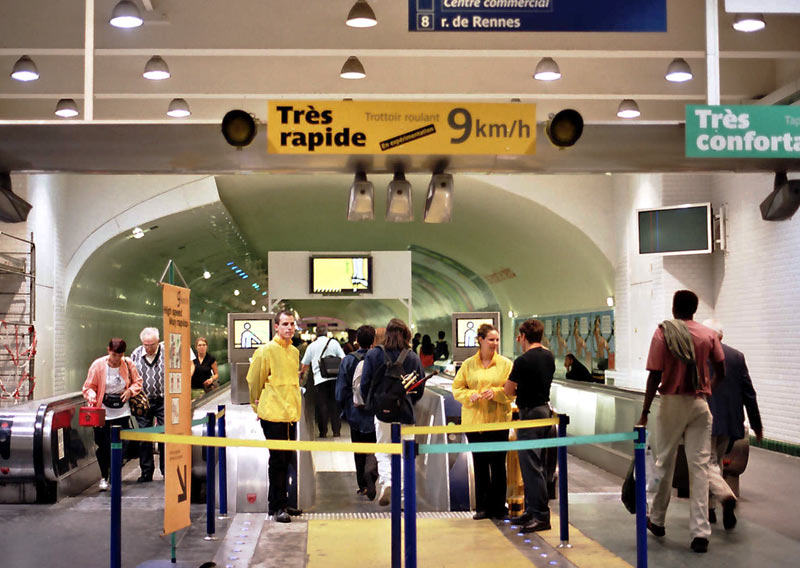
Траволатор в Паризькому метро
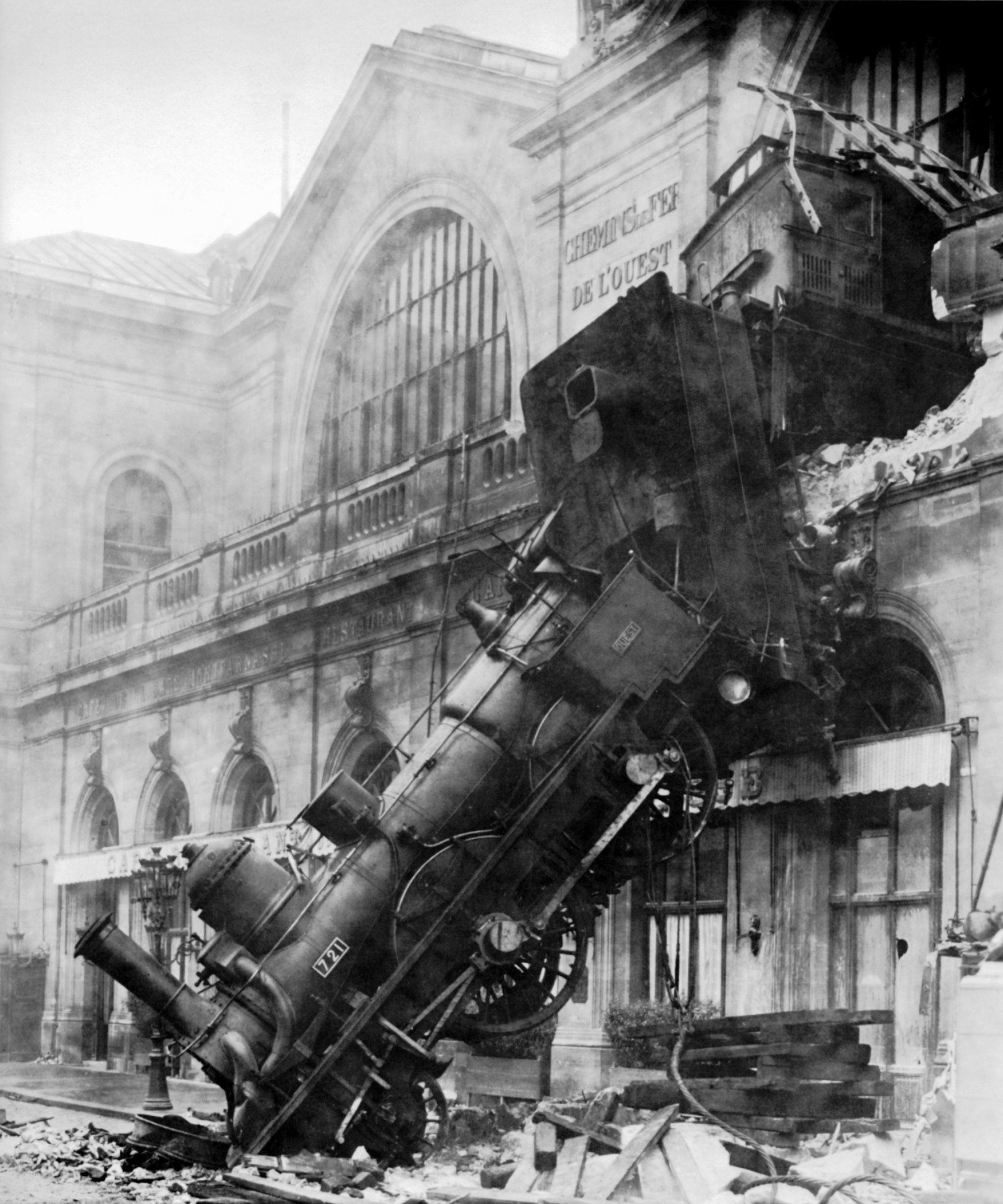
Аварія експреса Гранвіль — Париж
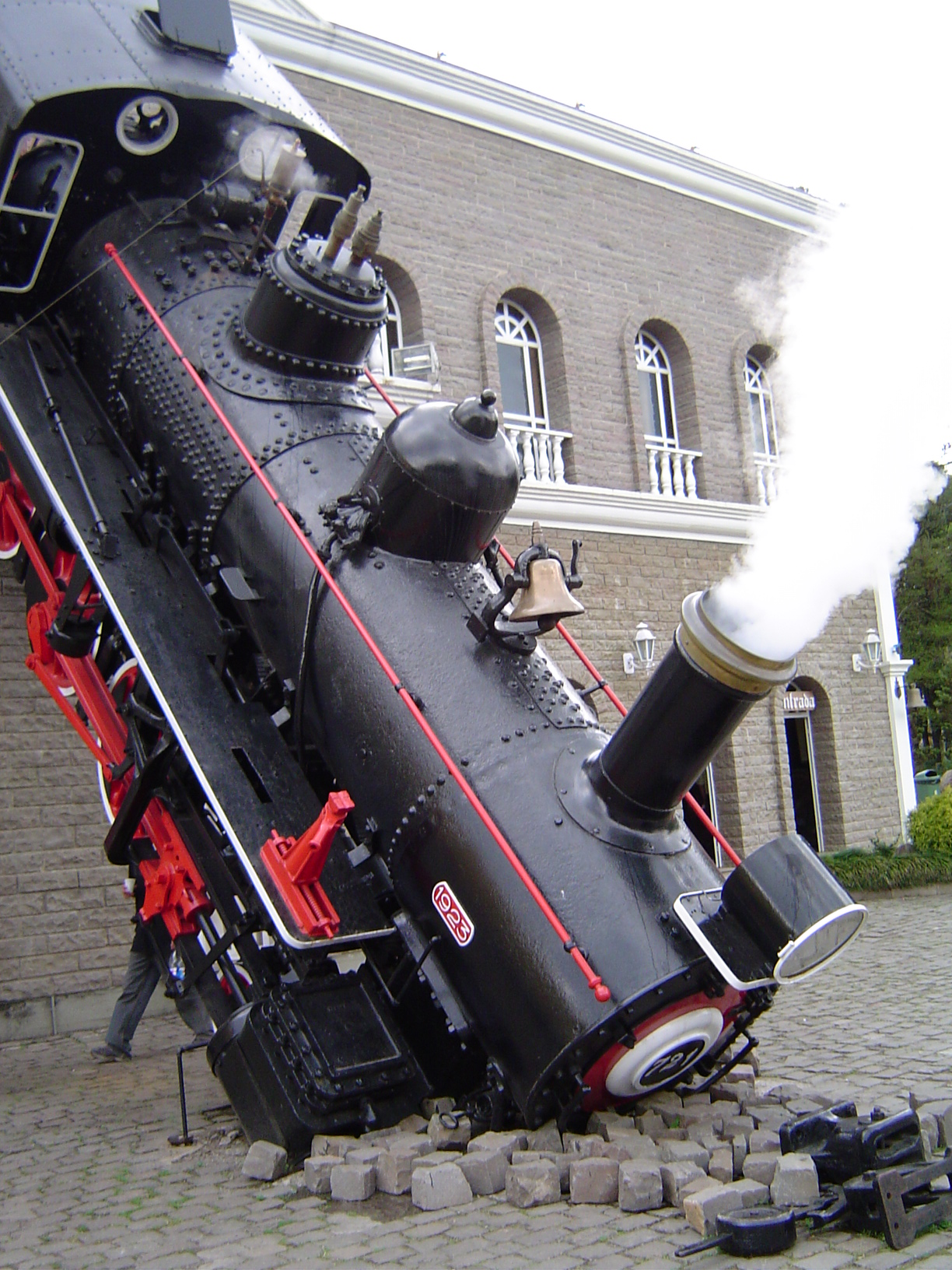
Пам'ятник в Бразилії